# História postal

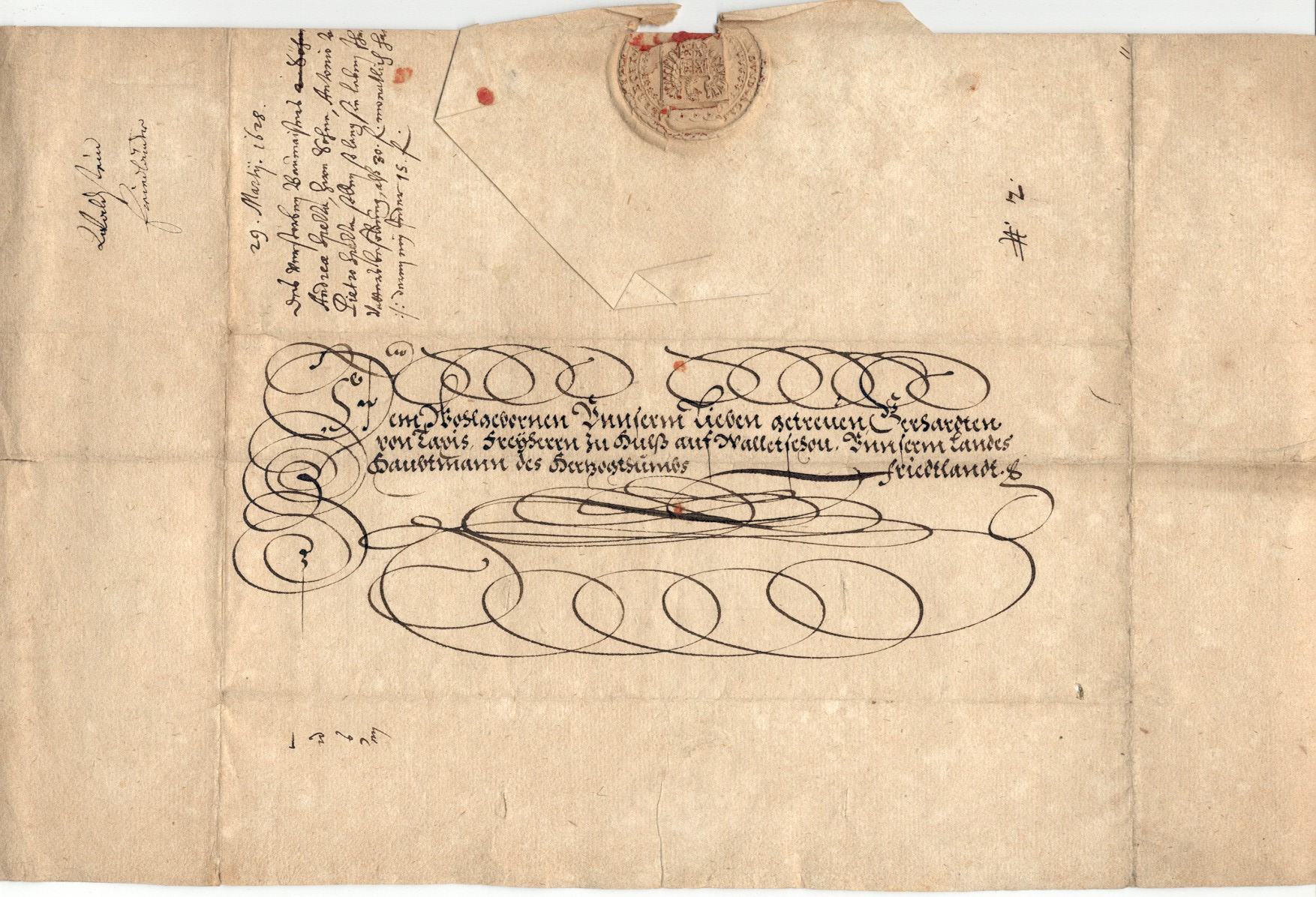
Pré-estampa 1628
folha com letras marcadas aberta mostrando pregas, endereço e selo, com a letra que está sendo escrita no anverso

História postal é o estudo do sistema postal e como eles funcionam e, ou, a recolha de covers e material associado ilustrando episódios históricos dos sistemas postais.
O termo é atribuído a Robson Lowe, um profissional filatelista, comerciante e leiloeiro de selos, que fez o primeiro estudo organizado sobre o tema na década de 1930 e filatelistas descritos como "estudantes de ciência", mas historiadores postais como "estudantes da humanidade".